# 楊滋
楊滋（1456年—？），字天澤，直隸保定府定興縣人，軍籍，明朝政治人物。

## 生平
順天府鄉試第四十三名舉人。弘治三年（1490年）中式庚戌科會試第二百七十七名，三甲第一百五十八名進士。授河南洛阳县知县，选授陕西道監察御史，丁憂服闋，十四年十月復除原职，正德二年（1507年）巡按浙江，三年二月升陕西按察司佥事，丁憂歸，服除，六年三月復除山东佥事，十一月被弹劾不职，冠带闲住。官尚宝寺丞。

## 家族
曾祖楊增；祖父楊謙；父楊斌，宣慰司經歷。母申氏；繼母孔氏。严侍下。弟洵、潤。